# Nomba beckeri
Nomba beckeri är en tvåvingeart som först beskrevs av Günther Enderlein 1920.  Nomba beckeri ingår i släktet Nomba och familjen fritflugor. Inga underarter finns listade i Catalogue of Life.